# Nuoto artistico ai campionati mondiali di nuoto 2025 - Duo misto (programma tecnico)
Il concorso del duo misto (programma tecnico) ai campionati mondiali di nuoto 2025 si è svolto il 23 luglio 2025 presso la World Aquatics Championships Arena di Singapore.

## Programma
La finale si è svolta il 23 luglio alle ore 19:32.

## Risultati
| Pos | Atleta                                        | Nazione                       | Punti    |
| --- | --------------------------------------------- | ----------------------------- | -------- |
| 1   | Aleksandr Maltsev Mayya Gurbanberdieva        | Atleti Neutrali Autorizzati B | 233.2100 |
| 2   | Dennis González Mireia Hernández              | Spagna                        | 230.4634 |
| 3   | Filippo Pelati Lucrezia Ruggiero              | Italia                        | 228.0275 |
| 4   | Ranjuo Tomblin Isabelle Thorpe                | Regno Unito                   | 226.0899 |
| 5   | Diego Villalobos Joana Jiménez                | Messico                       | 218.8959 |
| 6   | Guo Muye Guo Sitong                           | Cina                          | 216.5234 |
| 7   | Eduard Kim Nargiza Bolatova                   | Kazakistan                    | 199.8050 |
| 8   | Nicolás Campos Theodora Garrido               | Cile                          | 199.7834 |
| 9   | Yogev Dagan Aya Mazor                         | Israele                       | 186.7492 |
| 10  | Kantinan Adisaisiributr Pongpimporn Pongsuwan | Thailandia                    | 185.4400 |
| 11  | Bernardo Santos Gabriela Regly                | Brasile                       | 182.1041 |
| 12  | Gustavo Sánchez Emily Minante                 | Colombia                      | 170.9792 |
| 13  | José Borges Talía Joa                         | Cuba                          | 120.8859 |
| 14  | Yaqil Alberto Kyra van den Berg               | Curaçao                       | 108.2151 |